# مايك سويني
مايك سويني (بالإنجليزية: Mike Sweeney)‏ هو مغني بريطاني، ولد في 15 سبتمبر 1947.